# 徐经年
徐经年（1957年—），安徽庐江人。中国人民解放军中将。

## 生平
中国共产党党员。研究生学历，军事学博士学位。曾长期服役于济南军区，先后担任陆军第五十四集团军一二七师副参谋长、参谋长、师长，2005年任陆军第五十四集团军副军长。2006年7月任中国人民解放军总参谋部作战部副部长、国家人民防空办公室副主任並晉升少將軍銜。2009年5月任陆军第二十集团军军长。2013年12月任沈阳军区参谋长。2015年7月，晋升中国人民解放军中将军衔。2016年1月任沈阳军区善后办主任、党委副书记。